# Ануфрієнко Володимир Миколайович
Володимир Миколайович Ануфрієнко (15 березня 1937, Київ, УРСР, СРСР — 29 квітня 2009, Київ, Україна) — колишній радянський футболіст, Захисник. Майстер спорту (1960). Брав участь у створенні ДЮСШ «Дніпро-75». Заслужений тренер СРСР (1986).

## Біографія

### Кар'єра гравця
Народився у Києві в сім'ї військовослужбовця. Займатися футболом вперше почав у Забайкаллі, де була розташована військова частина, у якій служив його батько. Ще школярем Володимира почали залучати до ігор армійської футбольної команди.

Після переїзду до Києва хлопець починає займатися у футбольній школі «Будівельника», яка проводила заняття на стадіоні «Старт» під керівництвом Володимира Гребера. Згодом Ануфрієнко опинився у першому наборі республіканської ФШМ, де разом з ним грали такі відомі у майбутньому футбольні особистості як Олег Базилевич, Андрій Біба, Валентин Трояновський, Анатолій Крощенко та інші. Успішними виступами на першість міста та Радянського Союзу молодий захисник звернув на себе увагу тренерів юнацької збірної СРСР.

В кінці 1955 Володимира Ануфрієнка зарахували до дублюючого складу «Динамо», у якому він дебютував вже в наступному році. А ще рік потому почали залучати до ігор першої команди. Так 13 листопада 1957 року у матчі проти «Шахтаря» зі Сталіно Володимир дебютував у основному складі київського клубу. Проте більш-менш стабільно з'являтися на смарагдовому газоні у першій команді Ануфрієнко почав лише у 1960 році, завоювавши разом з командою срібло у тому сезоні. Наступний сезон став найкращим у кар'єрі захисника, який разом з партнерами, вперше в історії клубу, завоював золоті медалі чемпіонату СРСР 1961 року.

У 1963 році Володимир Ануфрієнко перейшов до дніпропетровського «Дніпра», де провів чудові чотири сезони, ставши беззаперечним гравцем основи та лідером оборони дніпропетровців.

Закінчував кар'єру досвідчений захисник у клубах майстрів з Кривого Рогу та Дніпродзержинська.

### Тренерська кар'єра
Ще будучи гравцем, Ануфрієнко закінчив Київський інститут фізчиної культури та по закінченні кар'єри у 1972 році прийшов працювати футбольним тренером у київський Палац піонерів, де окрім юних футболістів тренував також команду дівчат, що на той час було великою рідкістю.

У 1975 році через сімейні обставини Володимир Миколайович переїхав до Дніпропетровська, де брав участь у створенні дитячо-юнацької спортивної школи «Дніпро-75», випускниками якої були чимало видатних майстрів шкіряного м'яча. Серед вихованців саме Ануфрієнка особливо слід виокремити Олега Тарана, Віктора Кузнєцова та Анатолія Дем'яненка. Саме після перемоги останнього у складі «Динамо» в Кубку Володарів Кубків 1986 року Володимир Миколайович і отримав звання Заслуженого тренера СРСР за підготовку футболіста такого рівня.

У 1980 році Володимир Ануфрієнко знову повернувся до Києва, де очолив спортклуб «Темп» при Київському авіабудівному заводі. З 1985 по 1991 рік працював тренером у третьому київському інтернаті для дітей-сиріт на Нивках.

Після розпаду Радянського Союзу певний час займався організацією концертів та шоу-бізнесом у складі компанії «Моноліт-шоу», а у 1996 році повернувся до тренерської діяльності, проводячи заняття у футбольних групах, що були створені при СК «Темп» та 96-й школі Києва.

2004 року очолив футбольну команду університету «Україна», яка брала участь у студентському чемпіонаті Києва.

### Смерть
29 квітня 2009 року серце Володмира Ануфрієнка перестало битися назавжди…

## Досягнення
Командні трофеї
- Чемпіон СРСР (1961)
- Срібний призер чемпіонату СРСР (1960)

Індивідуальні досягнення
- Майстер спорту (1960)
- Заслужений тренер СРСР (1986)

## Сім'я
Дружина — Галина Іванівна, викладач гри на фортепіано. Син Євген футболом не зацікавився, успадкувавши любов матері до музики, онуки Максим та Матвій